# Niquelagem
Niquelagem é um processo galvanoplástico em que um material (geralmente um metal) é recoberto com uma camada de níquel.
A camada de níquel pode ser decorativa, fornecer resistência à corrosão, resistência ao desgaste ou usada para aumentar a espessura de peças desgastadas ou subdimensionadas para fins de recuperação.

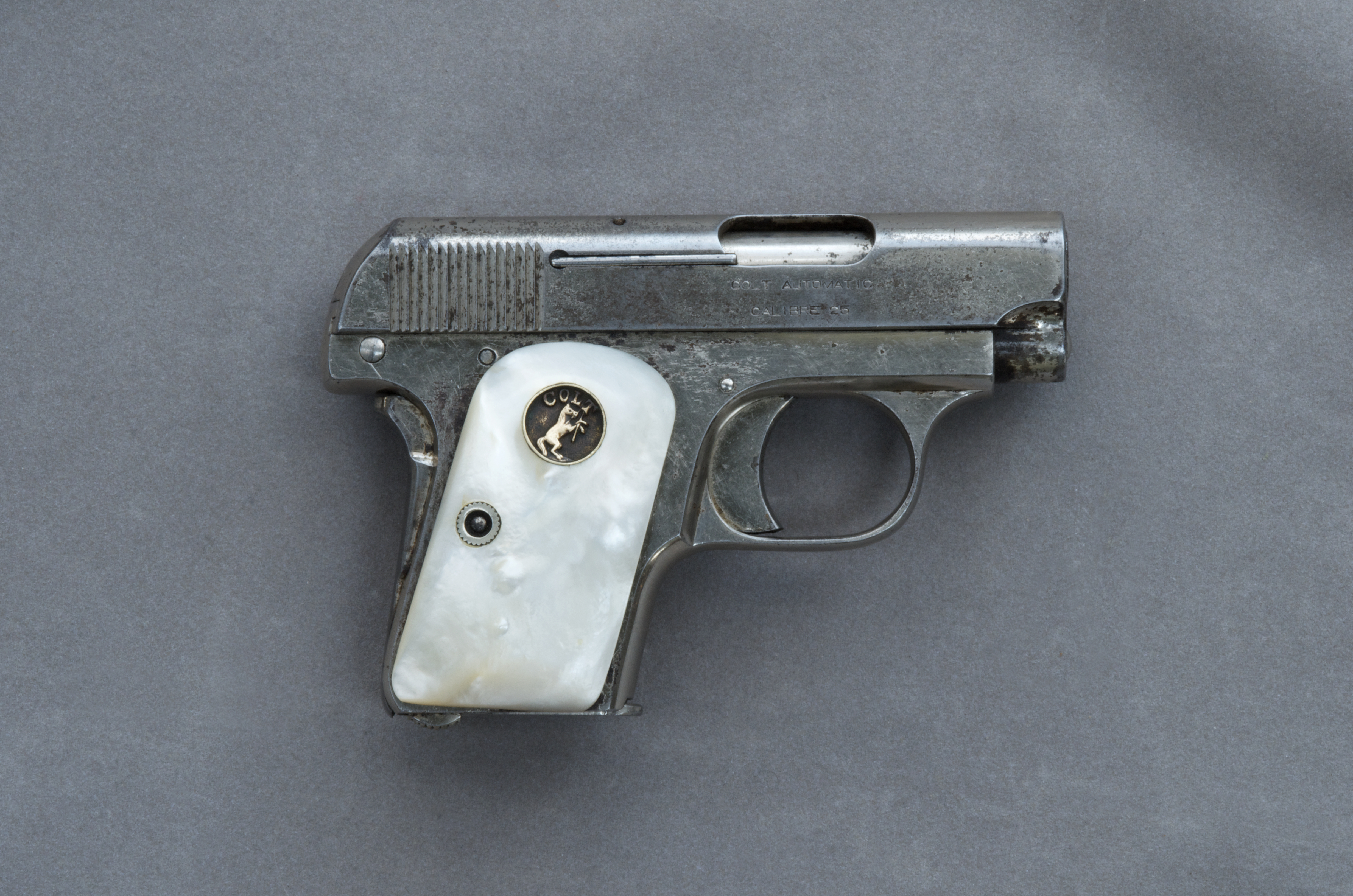
Exemplo de uma pequela pistola com acabamento niquelado.

## Visão geral
A galvanoplastia de níquel é um processo de depósito de níquel em uma peça metálica. As peças a serem revestidas devem estar limpas e livres de sujeira, corrosão e defeitos antes de iniciar o revestimento. Para limpar e proteger a peça durante o processo de galvanização, uma combinação de tratamento térmico, limpeza, mascaramento, decapagem e corrosão pode ser usada. Depois de preparada, a peça é imersa em uma solução eletrolítica e usada como cátodo. O ânodo de níquel é dissolvido no eletrólito para formar íons de níquel. Os íons viajam pela solução e se depositam no cátodo.